# Achilles (Vorname)
Achilles ist ein männlicher Vorname aus dem Griechischen.

## Herkunft und Bedeutung
Achilleus (Ἀχιλλεύς), Halbgott und unverwundbar, ist vor Troja der wichtigste Kämpfer der Achaier (Griechen), der stärkste und wildeste, und auch der schnellste Läufer. Achill ist geweissagt, dass er entweder vor Troja fallen oder ein langes, aber ruhmloses Leben führen werde – ersteres war der Fall, und durch Homers Ilias wurde er wirklich unsterblich (solange man seiner gedenkt, nach der Vorstellung der alten Griechen, vergl. Herostratos). Daher gilt der Name als Segenswunsch des Heldentums und Ruhms.
Die Bedeutung des Namens ist nicht gesichert. Möglicherweise besteht ein Zusammenhang mit dem altgriechischen Wort ἄχος achos „Schmerz“ oder mit dem Namen des Acheloos.

## Varianten
- Achill (dt. verkürzt)
- Achilleus, Archilaos (altgr.), auch in der Schreibweise Arschilaos überliefert
- Achillas (antike Abwandlung)
- Achilléas (Αχιλλέας, neugr.)
- Achille (frz., ital.)
- Achilleo (span., port., rom.)
- Achilles (russ. Ахиллес, auch als Akhilles oder Ahilles transkribiert)

In Nachnamen finden sich neben der Stammform Achilles auch:
- Achillini (ital. „kleiner Achill“)

## Gedenktage
- 17. Januar (orthod., nach Hl. Achillas, dem Bekenner)[3]
- 12. Mai (kath., Hl. Achilleus dem Märtyrer)[3]
- 3. Juni (kath., evang., 4. Juni in Irland, nach Hl. Achileo Kiwanuka)[3]
- 13. Juni (kath., kopt., nach Hl. Achillas von Alexandria)[3]

## Namensträger

### Einname
- Achilleus, Sohn des Peleus, mythologischer griechischer Held
- Achillas († 48 v. Chr.), Feldherr des ägyptischen Königs Ptolemaios XIII.
- Hl. Achilleus († um 304), römischer Märtyrer
- Hl. Achillas von Alexandria, 311 Bischof von Alexandria
- Hl. Achillas, der Bekenner (4. Jh.)[3]
- Hl. Achileo Kiwanuka († 1886), ugandischer Märtyrer, siehe Karoli Lwanga und Gefährten[3]

mit Zuname:
- Achilleus Tatios (Astronom), griechischer Astronom
- Achilleus Tatios (Romanautor), griechischer Schriftsteller

Notname:
- Achilleus-Maler,  Maler des attisch-rotfigurigen Stils zwischen 460 und 430 v. Chr.

### Vorname
Achilles, Achill
- Achilles Nikolajewitsch Alferaki (1846–1919), griechisch-russischer Komponist und Politiker
- Achilles Burckhardt (1849–1892), Schweizer Gymnasiallehrer und Autor
- Achilles Pirminius Gasser (auch Gasserus; 1505–1577), deutscher Historiker, Mediziner und Astrologe in Augsburg
- Achilles Huber (1776–1860), Schweizer Architekt
- Achilles Kern (1607–1691), deutscher Bildhauer
- Achilles Augustus von Lersner (1662–1732), Frankfurter Patrizier und Chronist
- Achilles Moortgat (1881–1957), flämischer Bildhauer und Landschaftsmaler
- Achilles Nordmann (1863–1927), Schweizer Arzt und Historiker
- Achill Rumpold (1974–2018), österreichischer Politiker
- Achill Scheuerle (1878–1959), deutscher Kaufmann
- Achilles Thommen (1832–1893), Schweizer Eisenbahn-Ingenieur
- Achilles Uffenbach (1611–1677), deutscher Jurist und Jüngerer Bürgermeister in Frankfurt am Main
- Achilles Eduard Carneghem van Weghen (1886–1981), belgisch-deutscher Ingenieur, Kaufmann, Unternehmer und Erfinder

Achille
- Achille Van Acker (1898–1975), belgischer sozialistischer Politiker und Premierminister
- Achille Apolloni (1812–1893), italienischer Kardinal
- Achille Bertarelli (1863–1938), italienischer Bibliophiler, Kunstsammler, Mäzen und Publizist
- Achille Bizzoni (1841–1903), italienischer Journalist, Übersetzer und Schriftsteller
- Achille-Léon-Victor de Broglie (1785–1870), französischer Staatsmann und Diplomat
- Achille Campanile (1899–1977), italienischer Journalist und Schriftsteller
- Achille Casanova (1941–2016), Schweizer Journalist und Bundesbeamter
- Achille Castiglioni (1918–2002), italienischer Industriedesigner
- Achille Compagnoni (1914–2009), italienischer Bergsteiger
- Achille Costa (1823–1898), italienischer Entomologe
- Achille Daroux (1866–1953), französischer Politiker
- Achille Devéria (1800–1857), französischer Maler und Lithograf
- Achille D’Orsi (1845–1929), italienischer Bildhauer
- Achille Emana (* 1982), kamerunischer Fußballspieler
- Achille Emperaire (1829–1898), französischer Maler
- Achille Fould (1800–1867), französischer Finanz- und Staatsmann
- Achille Funi (1890–1972), italienischer Maler
- Achille Grassi (1456–1523), italienischer Kardinal
- Achille Jubinal (1810–1875), französischer Romanist, Mediävist und Politiker
- Achille Lauro (1887–1982), italienischer Unternehmer und Politiker
- Achille Lauro (Rapper) (* 1990), italienischer Rapper
- Achille Liénart (1884–1973), französischer Bischof
- Achille Locatelli (1856–1935), italienischer Kardinal, vatikanischer Diplomat
- Achille Luchaire (1846–1908), französischer Mittelalterhistoriker und Philologe
- Achille Maramotti (1927–2005), italienischer Unternehmer und Bankier
- Achille Mbembe (* 1957), kamerunischer Politologe und Essayist
- Achille Millien (1838–1927), französischer Schriftsteller
- Achille Occhetto (* 1936), italienischer Politiker
- Achille Bonito Oliva (* 1939), italienischer Kunsthistoriker, -kritiker und Autor
- Achille Papa (1863–1917), italienischer General im Ersten Weltkrieg
- Achille Paroche (1868–1933), französischer Sportschütze
- Achille Perilli (1927–2021), italienischer Maler und Grafiker
- Achille Quinet (1831–1900), französischer Photograph und Erfinder einer stereoskopischen Fotokamera
- Achille Ambrogio Damiano Ratti, Papst Pius XI. (1857–1939)
- Achille Richard (1794–1852), französischer Botaniker und Mediziner
- Achille Silvestrini (1923–2019), italienischer Kurienkardinal
- Achille Starace (1889–1945), italienischer Politiker
- Achille Tellini (1866–1938), italienischer Naturwissenschaftler, Geologe und Sprachwissenschaftler
- Achille Urbain (1884–1957), französischer Ethologe, Immunologe, Mikrobiologe, Tierarzt, Museums- und Zoodirektor
- Achille Valenciennes (1794–1865), französischer Zoologe und Ichthyologe
- Achille Van Acker (1898–1975), belgischer Politiker
- Achille Varzi (1904–1948), italienischer Rennfahrer
- Achille Varzi (* 1958), italienischer Philosoph
- Achille Zavatta (1915–1993), französischer Zirkus-Clown, Artist, Dresseur und Musiker sowie Zirkusgründer

### Nebenvorname
- Aurelius Achilleus, meist nur Achilleus (Ende des 3. Jahrhunderts), römischer Usurpator in Ägypten
- Albrecht Achilles (1414–1486), Kurfürst von Brandenburg

- François-Achille Bazaine (1811–1888), Marschall von Frankreich
- Henri-Achille-Émile-Othon Friesz (1879–1949), französischer Maler
- Jean-Achille Benouville (1815–1891), französischer Maler
- Jean Achille Deville (1789–1875), französischer Gelehrter
- Louis-Achille Baraguey d'Hilliers (1795–1878), französischer General und Staatsmann
- Napoléon Achille Murat (1801–1847), Prinz beider Sizilien
- Philipp Victor Achilles Andreae (1859–1905), deutscher Geologe und Paläontologe